# ジュバ
ジュバ（アラビア語: جوبا, Juba）は、南スーダン共和国の首都。
旧・中央エクアトリア州、ジュベク州の州都。
白ナイル川に臨む。
2014年の人口は49万2970人。
標高550ｍ。

## 歴史

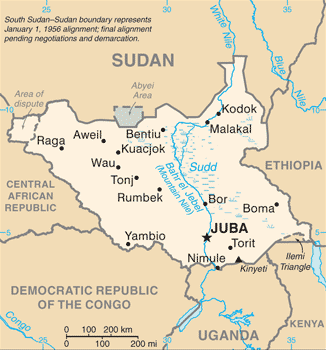
ジュバの位置

19世紀にゴンドコロと名付けられた交易所兼施設が現在のジュバの郊外に置かれた。ゴンドコロはハルツームの南1,200kmで白ナイル川東岸にあった。ここはオスマン帝国の駐屯地としては最南端に位置していたが、マラリア（黒水熱）に苦しめられた。19世紀半ばにオーストリア人の宣教師がこの地に入り、探検家のジョン・ハニング・スピークとジェイムズ・オーガスタス・グラントは1860年にザンジバルからウガンダに入り1863年にゴンドコロに入った。彼らを当地で紅茶で出迎えたサミュエル・ベイカーはゴンドコロをベースにしており、1863年から1873年まで南スーダンと北ウガンダを探検した。1922年にギリシャ人の貿易商がこの地に入り白ナイル川西岸に町を作った。それが現在のジュバである。彼らは現地の部族と良好な関係を構築し、今日のジュバの商業地区を建設した。彼らの建てた銀行やホテルは現在も使用されている。
1899年以降はエジプトとイギリスの両国による共同統治下の「英埃領スーダン」となった。南部スーダンを支配していたイギリスは、南部をウガンダと統合させようと望んだが、1947年のジュバ会議での合意により南北スーダンの統合が決められた。1955年ジュバでの南部兵士の反乱が第一次スーダン内戦（1955年 - 1972年）に発展し1972年まで続いた。第二次スーダン内戦（1983年 - 2005年）中もジュバは多くの戦いの焦点となった要衝であり、北部による要塞都市と化していた。2005年にスーダン人民解放軍がジュバを制圧し、包括的和平合意により臨時首都のルンベクに代わり南部スーダンの恒久的首都とされた。和平によりケニアに置かれていた国際連合人道問題調整事務所 (OCHA) などの南部スーダンでの任務のための国連の施設や NGO がジュバに移転し OCHAキャンプと呼ばれており、国連関係者や復興事業の関係者がジュバに集まっている。2011年7月9日に分離独立を果たすとその首都となった。
2011年、国際連合南スーダン派遣団として各国のPKO部隊がジュバに駐留。日本の自衛隊南スーダン派遣も始まった。
2013年12月14日、クーデター未遂事件が発生。軍部の武力衝突がディンカ族とヌエル族の抗争となり、市民が数百人規模で死亡する騒乱となった。首謀者の一部が拘束されたことにより同月18日には小康状態を取り戻している
2016年7月、市内にあった国際連合世界食糧計画（WFP）の倉庫が略奪者による襲撃を受け、4500トン以上の食糧や機材などが奪われた。

## 気候
サバナ気候に属しており、12月から1月は乾季で非常に乾燥する。年降水量は1000mm。
| ジュバの気候                                               | ジュバの気候 | ジュバの気候 | ジュバの気候 | ジュバの気候  | ジュバの気候  | ジュバの気候  | ジュバの気候  | ジュバの気候  | ジュバの気候 | ジュバの気候  | ジュバの気候 | ジュバの気候 | ジュバの気候   |
| 月                                                         | 1月          | 2月          | 3月          | 4月           | 5月           | 6月           | 7月           | 8月           | 9月          | 10月          | 11月         | 12月         | 年             |
| ---------------------------------------------------------- | ------------ | ------------ | ------------ | ------------- | ------------- | ------------- | ------------- | ------------- | ------------ | ------------- | ------------ | ------------ | -------------- |
| 最高気温記録 °C （°F）                                     | 42 (108)     | 43 (109)     | 42 (108)     | 42 (108)      | 44 (111)      | 38 (100)      | 37 (99)       | 36 (97)       | 38 (100)     | 39 (102)      | 41 (106)     | 41 (106)     | 44 (111)       |
| 平均最高気温 °C （°F）                                     | 36.8 (98.2)  | 37.9 (100.2) | 37.7 (99.9)  | 35.4 (95.7)   | 33.5 (92.3)   | 32.4 (90.3)   | 31.1 (88)     | 31.6 (88.9)   | 33.1 (91.6)  | 34.0 (93.2)   | 34.7 (94.5)  | 35.9 (96.6)  | 34.5 (94.1)    |
| 平均最低気温 °C （°F）                                     | 20.1 (68.2)  | 21.7 (71.1)  | 23.6 (74.5)  | 23.4 (74.1)   | 22.6 (72.7)   | 21.9 (71.4)   | 21.1 (70)     | 21.0 (69.8)   | 21.1 (70)    | 21.3 (70.3)   | 20.9 (69.6)  | 20.0 (68)    | 21.6 (70.9)    |
| 最低気温記録 °C （°F）                                     | 16 (61)      | 16 (61)      | 16 (61)      | 18 (64)       | 17 (63)       | 16 (61)       | 17 (63)       | 16 (61)       | 16 (61)      | 14 (57)       | 13 (55)      | 15 (59)      | 13 (55)        |
| 雨量 mm （inch）                                           | 6.7 (0.264)  | 14.5 (0.571) | 39.9 (1.571) | 116.8 (4.598) | 133.3 (5.248) | 129.5 (5.098) | 148.7 (5.854) | 131.5 (5.177) | 107 (4.21)   | 115.4 (4.543) | 47.7 (1.878) | 9 (0.35)     | 1,000 (39.362) |
| 平均降雨日数 （≥0.1 mm）                                   | 1.4          | 2.0          | 6.6          | 11.6          | 12.4          | 10.3          | 13.0          | 11.5          | 8.6          | 10.4          | 6.5          | 1.9          | 96.2           |
| 出典1：World Meteorological Organisation                   |              |              |              |               |               |               |               |               |              |               |              |              |                |
| 出典2：World Weather and Climate Information for rainfall. |              |              |              |               |               |               |               |               |              |               |              |              |                |

## 人口動態
| 年                 | 人口    |
| ------------------ | ------- |
| 1973年（国勢調査） | 56,737  |
| 1983年（国勢調査） | 83,787  |
| 1993年（国勢調査） | 114,980 |
| 2005年（推計値）   | 163,442 |

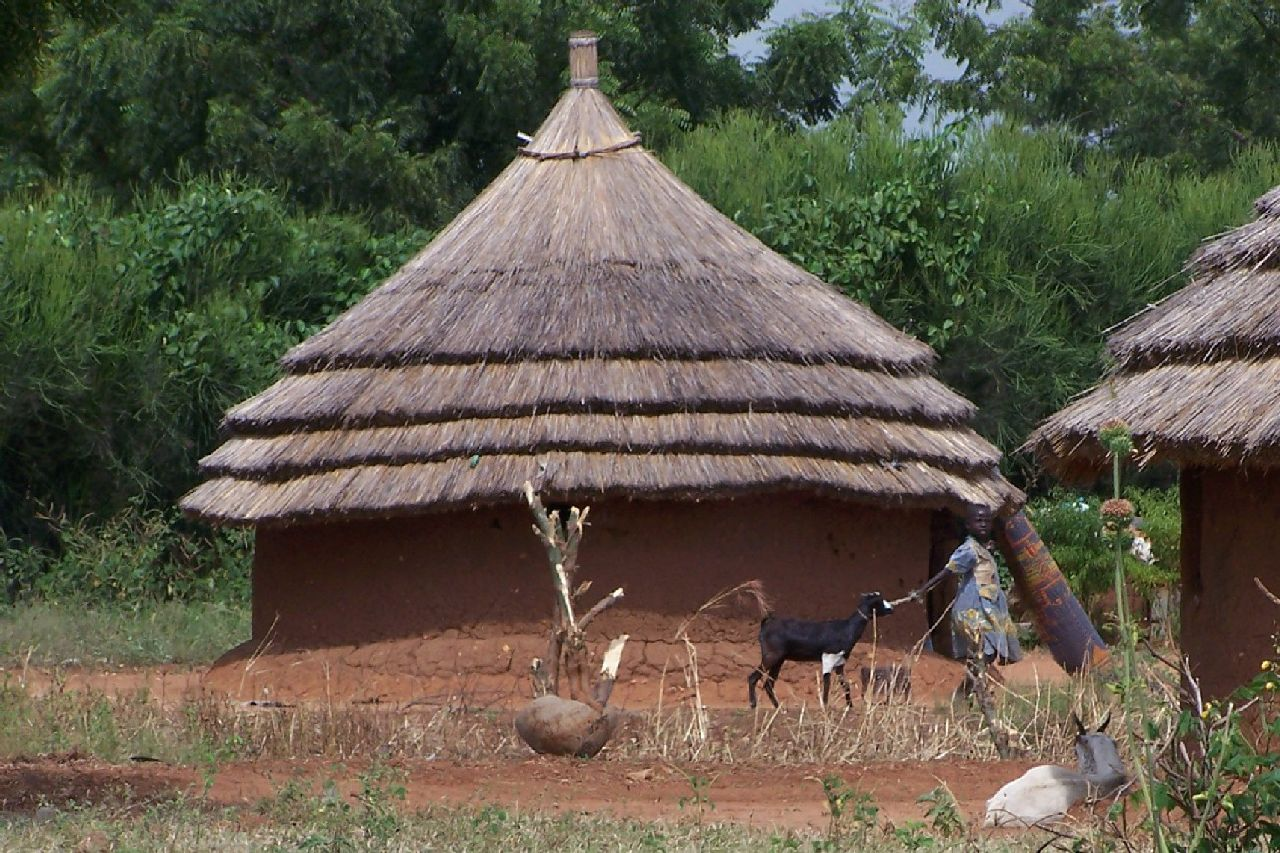
ジュバの住居

2008年の国勢調査では約37万人であったが、内戦状態から国内外に難民として逃れていた住民の帰還が進んで人口は急増しており、これを上回る人口があると考えられている。

## 経済

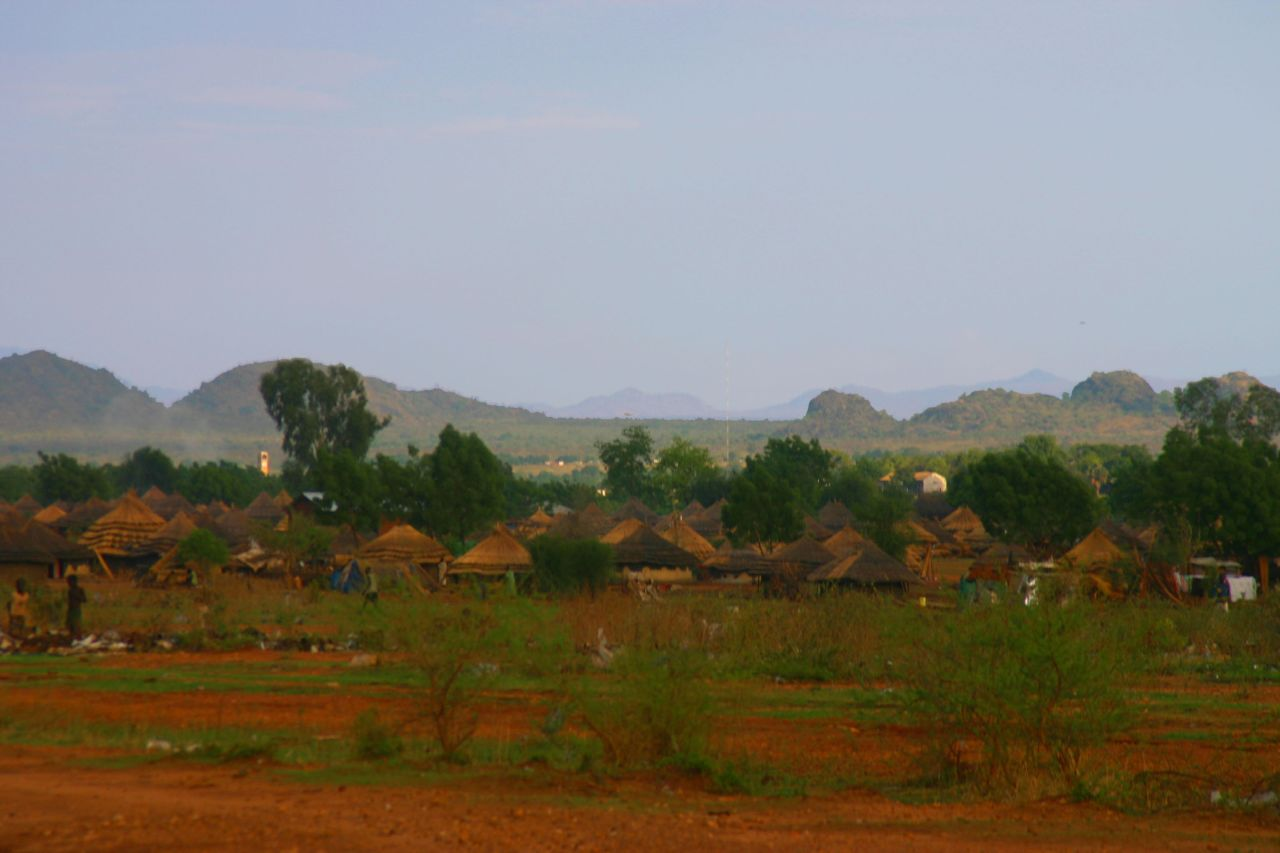
ジュバの集落

ケニア商業銀行がジュバに南スーダン本店を置くとともに11の支店を展開する。ウガンダの保険会社も事務所を有する。南スーダンの民間銀行は3社ある。
南スーダンはスーダン全体の石油産出量の85％を生産するが、包括平和協定期間中は南北で収入を折半することになっている。これは製油所やパイプラインなどのインフラが北スーダンに存在し、原油は北の紅海沿岸ポートスーダンから輸出されるためである。石油利権は国営石油のほか中国・マレーシア・インドなどが保有する。
農業は内戦の影響から完全には回復しておらず、耕作されていない農地も多い。郊外では、家畜の飼育が行なわれている。
製造業はほとんどなく、飲料水やビールの工場などしかない。内戦後の復興期にあるため、建設業や砂利等の採取事業が盛んに行なわれている。

## 交通

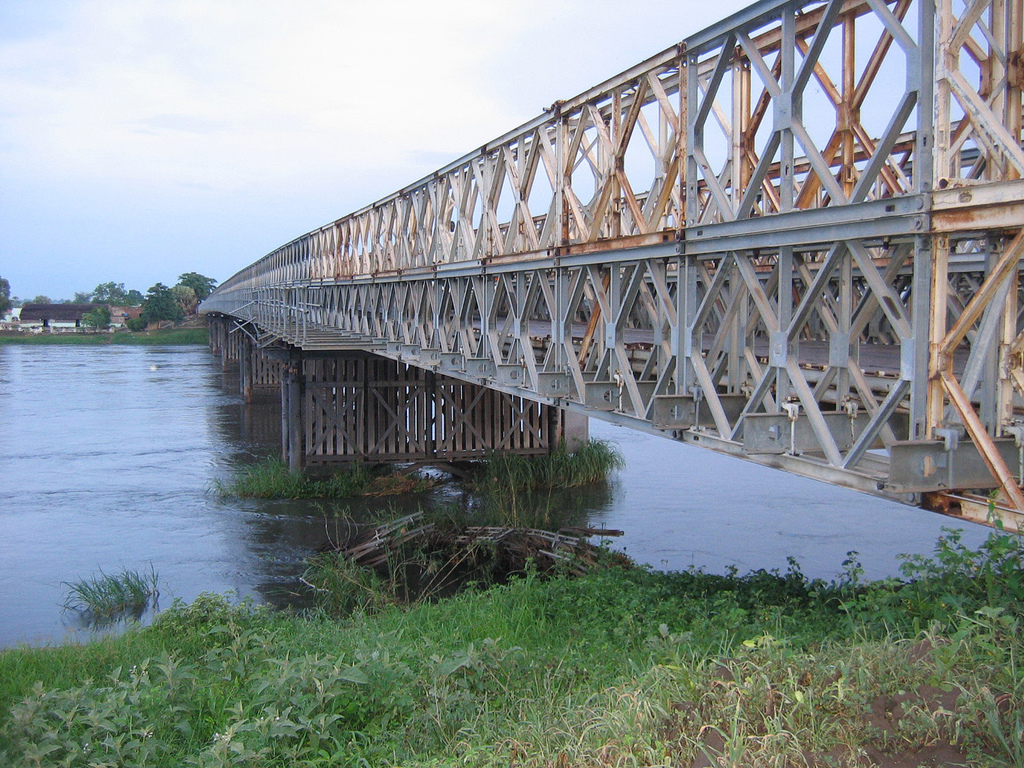
南スーダンで白ナイル川に架かる唯一の橋だった、ジュバ橋

この辺りの白ナイルはバハル・アル＝ジャバルと呼ばれ、ジュバの河港は交易の拠点であった。元々ジュバには、ナイル川に架かる橋が1本しかなく（南スーダン全体を見渡しても唯一）、交通のボトルネックとなっていた。2015年から日本のJICAによる支援により、新たな橋「フリーダム・ブリッジ」の工事が進められたが、2016年現在、治安の悪化に伴いJICA関係者が撤収し、一時は完成の見通しの立たない状況となった。その後は新型コロナウイルスの影響もあり、当初の完成予定である2017年より遅れた2022年になって完成した。
内戦前にはハイウェイが通り、ケニア、ウガンダ、ザイールへの中継地でもあったが、現在国連と南スーダン政府が内戦により寸断された道路を復旧し、ウガンダなどに逃げた住民の帰国に努めている。
ジュバ空港は国連やNGOの支援活動に十分機能している。ケニア、ウガンダ、エチオピア、エジプトから毎日航空便が就航している。
鉄道はウガンダとの間で建設合意されているが、ケニアとの間も予想される。

## 教育
ジュバには2010年にハルツームから戻ってきたジュバ大学がある。

## スポーツ
2011年7月に改修工事を終えたジュバスタジアム（ジュバ競技場）がある。南スーダン独立の翌日である2011年7月10日には、この競技場でサッカー南スーダン代表がケニアのプロチームとサッカーの親善試合を行った。